# Araneus kerr
Araneus kerr är en spindelart som beskrevs av Levi 1981. Araneus kerr ingår i släktet Araneus och familjen hjulspindlar. Inga underarter finns listade i Catalogue of Life.